# Більське (Ігринський район)
Бі́льське (рос. Бельское) — присілок в Ігринському районі Удмуртії, Росія.

## Населення
Населення — 2 особи (2010; 0 в 2002).

## Урбаноніми[3]
- вулиці — Дачна